# Seznam týmových rekordů NHL
Týmové rekordy v základní části kanadsko-americké NHL

## Rekordy za sezónu
- Nejvíce bodů: 135, 2022/23 Boston Bruins
- Nejméně bodů: 21, 1974/75 Washington Capitals

- Nejvíce vítězství: 65, 2022/23 Boston Bruins
- Nejméně vítězství: 8, 1974/75 Washington Capitals

- Nejvíce remíz: 24, 1969/70 Philadelphia Flyers
- Nejméně remíz: 2, 1992/93 San Jose Sharks

- Nejvíce proher: 71, 1992/93 San Jose Sharks
- Nejméně proher: 8, 1976/77 Montreal Canadiens

- Nejvíce vstřelených gólů: 446, 1983/84 Edmonton Oilers
- Nejméně vstřelených gólů: 133, 1953/54 Chicago Blackhawks

- Nejvíce obdržených gólů: 446, 1974/75 Washington Capitals
- Nejméně obdržených gólů: 131, 1953/54 Toronto Maple Leafs a 1955/56 Montreal Canadiens

- Nejlepší rozdíl ve skóre: +216, 1976/77 Montreal Canadiens
- Nejhorší rozdíl ve skóre: -265, 1974/75 Washington Capitals

- Nejlepší procentuální úspěšnost v přesilové hře: 31,88 %, 1977/78 Montreal Canadiens
- Nejhorší procentuální úspěšnost v přesilové hře: 9,63 %, 2000/01 Minnesota Wild

- Nejlepší procentuální úspěšnost v oslabení: 89,25 %, 1999/00 Dallas Stars
- Nejhorší procentuální úspěšnost v oslabení: 68,24 %, 1982/83 Los Angeles Kings

- Nejhorší bilance zápasů na hřištích soupeře: 1-41-0, 1992/93 Ottawa Senators

## Rekordní série
Nejvíce vítězství v řadě
- Celkově: 17 zápasů, 1992/93 Pittsburgh Penguins
- Doma: 20 zápasů, 1929/30 Boston Bruins a 1975/76 Philadelphia Flyers
- Venku: 12 zápasů, 2005/06 Detroit Red Wings

Nejvíce vítězství v řadě od začátku sezóny
- Celkově: 10 zápasů, 1993/94 Toronto Maple Leafs a 2006/07 Buffalo Sabres
- Doma: 14 zápasů, 2022/23 Boston Bruins
- Venku: 10 zápasů, 2006/07 Buffalo Sabres

Nejdelší série bez porážky od začátku sezóny
- Celkově: 15 zápasů, 1984/85 Edmonton Oilers (12 vítězství, 3 remízy)

Nejdelší série se ziskem alespoň jednoho bodu
- Celkově: 35 zápasů, 1979/80 Philadelphia Flyers (25 vítězství, 10 remíz)
- Doma: 34 zápasů, 1976/77 Boston Bruins
- Venku: 23 zápasů, 1974/75 Boston Bruins

Nejvíce proher v řadě
- Celkově: 18 zápasů, 2003/04 Pittsburgh Penguins a 2020/21 Buffalo Sabres
- Doma: 14 zápasů, 2003/04 Pittsburgh Penguins
- Venku: 38 zápasů, 1992/93 Ottawa Senators

Nejvíce zápasů bez výhry v řadě
- Celkově: 30 zápasů, 1980/81 Winnipeg Jets (23 proher, 7 remíz)
- Doma: 17 zápasů, 1995/96 Ottawa Senators a 1999/2000 Atlanta Thrashers
- Venku: 38 zápasů, 1992/93 Ottawa Senators

Nejdelší série neporazitelnosti na do konce sezóny
- Celkově: 18 zápasů, 1992/93 Pittsburgh Penguins (17 vítězství, 1 remíza)

Nejdelší série vítězství do konce sezóny
- Celkově: 11 zápasů, 2005/06 New Jersey Devils

## Ostatní
- Nejvíce trestných minut za sezónu: 2713, 1991/92 Buffalo Sabres
- Nejvíce trestných minut v zápase (oba týmy): 5. března 2004 Ottawa Senators vs Philadelphia Flyers, 67 trestů (419 minut)
- Nejvíce gólů v zápase: 21, Toronto St. Patricks vs. Montreal Canadiens 10. ledna 1920 (Montreal vyhrál 14:7) a Edmonton Oilers vs. Chicago Blackhawks 11. prosince 1985 (Edmonton vyhrál 12:9)
- Nejvyšší výhra: 15:0 Detroit Red Wings vs New York Rangers 23. ledna 1944.
- Nejvíce branek ve vlastním oslabení: 3, 2009/10 Boston Bruins
- Nejvíce vítězství ve finále Stanley Cupu: 23, Montreal Canadiens (Canadiens vyhráli Stanley Cup 24krát, ale první vítězství si připsali před vznikem NHL v roce 1916)
- Nejvíce vítězství ve finále Stanley Cupu po sobě: 5, Montreal Canadiens (1956 – 1960)
- Nejvíce účastí ve finále Stanley Cupu po sobě: 10, Montreal Canadiens (1951 – 1960)
- Nejdelší série účastí v play-off: 29, Boston Bruins (1967/68 – 1995/96)
- Nejvíce bodů po ZČ bez účasti v play-off: 95, 2006/07 Colorado Avalanche a 2010/11 Dallas Stars
- Nejvíce vítězství v play-off za sebou: 19, New York Islanders 1979/80 – 1983/84
- Nejvíce otočení série v play-off ze stavu 1:3 na 4:3: 3, Vancouver Canucks
- Nejvíce otočení série v play-off ze stavu 1:3 na 4:3 v jedné sezóně: 2, Minnesota Wild
- Týmy, které otočily sérii play-off ze stavu 0:3 na 4:3: Toronto Maple Leafs (1942 přes Detroit Red Wings), New York Islanders (1975 přes Pittsburgh Penguins), Philadelphia Flyers (2010 přes Boston Bruins), Los Angeles Kings (2014 přes San Jose Sharks)
- Nejdelší série vítězství na ledě soupeře v play-off: Los Angeles Kings 11 (2011/12).